# Karol Mikołaj Radziwiłł
Karol Mikołaj Radziwił herbu Trąby (ur. 5 grudnia 1886 w Berlinie; zm. 24 października 1968 w Warszawie) – książę, II ordynat dawidgródzki (po śmierci stryja Stanisława), w 1922 roku posiadał majątki ziemskie o powierzchni 155 340 ha.
Syn księcia Jerzego Fryderyka i Marii Róży z Branickich, młodszy brat księcia Albrechta. Ożenił się z bliską kuzynką księżniczką Izabellą. Córka Izabela „Balala” wyszła za kuzyna księcia Edmunda, syna księcia Janusza, XIII ordynata ołyckiego.

## Życiorys
Ukończył gimnazjum klasyczne w Warszawie. Od 1909 roku studiował rolnictwo na Uniwersytecie Jagiellońskim, ale studia przerwał. W 1914 podjął służbę w armii rosyjskiej. Od 1916 w Legionie Puławskim jako dowódca szwadronu, później w 1 Pułku Ułanów Krechowieckich. Był adiutantem generała Dowbor-Muśnickiego. Od 18 listopada 1918 w 12 Pułku Ułanów Podolskich w stopniu porucznika, jako dowódca szwadronu ckm. W latach 1919–1920 walczył na Ukrainie, do rezerwy przeszedł w stopniu rotmistrza.
Był właścicielem ok. 155 tys. hektarów ziemi, na których organizował wzorowe tereny łowieckie. Mieszkał w Mańkowiczach (Mańkiewiczach), gdzie znalazło schronienie wielu dawnych kolegów z wojska, urządzał tam święta pułkowe 12 pułku ułanów. W 1939 zmobilizowany do ośrodka kawalerii w Łukowie. Następnie w szwadronie ochrony Sztabu Generalnego w Brześciu, później w SGO Polesie. Ujęty do niewoli pod Kockiem, ale zbiegł. Udało mu się uzyskać wizę włoską, po czym wyjechał do Włoch, następnie do Francji. Tam wstąpił do Wojska Polskiego. Po rozbiciu jego oddziału przedostał się do Londynu, gdzie dalej służył w WP. Od września 1944 był inspektorem do spraw zarządu wojska. W 1947 wyemigrował do RPA, gdzie prowadził fermę drobiarską. W 1964 gen. Anders mianował go majorem. W 1967 wraz z żoną Izabellą z Radziwiłłów wrócił do kraju. Zmarł 24 października 1968 w Warszawie. Pochowany w rodzinnym grobowcu na cmentarzu w Wilanowie.
Odznaczony m.in. Krzyżem Walecznych (1921), Medalem Niepodległości, Medalem Pamiątkowym za Wojnę 1918–1921, Medalem Wojny 1939–1945, Medalem Zwycięstwa 1918.
Był kawalerem honoru i dewocji zakonu maltańskiego, kawalerem wielkiego krzyża sprawiedliwości i wielkim przeorem Polski Zakonu Św. Łazarza.